# Akira Suzuki
Akira Suzuki (Mukawa, 12 settembre 1930) è un chimico giapponese, ideatore della reazione Suzuki.

## Biografia
Nato nel 1930, studia e si laurea presso l'Università di Hokkaido, in cui diviene successivamente docente. Dal 1963 al 1965 lavora all'Università Purdue, in Indiana, nella quale diventa professore associato, per poi trasferirsi nuovamente all'Università di Hokkaido.
Dopo il suo ritiro, dal 1994 ricopre diversi ruoli in altre università: dal 1994 al 1995 presso l'Università di Okayama, e dal 1995 al 2002 all'Università di Kurashiki.
Nel 2010 riceve il premio Nobel per la chimica, assieme allo statunitense Richard Heck e al giapponese (naturalizzato statunitense) Ei-ichi Negishi, per i suoi studi sul palladio come catalizzatore nei processi chimici.
Per celebrare l'Anno internazionale della chimica (IYC 2011), Suzuki è stato intervistato dalla rivista Courier UNESCO, ha dichiarato:

"Oggi alcune persone vedono la chimica proprio come un'industria inquinante, ma è un errore ... Senza di essa la produttività diminuirà e non potremmo godere della vita che conosciamo oggi. Se c'è inquinamento, è perché stiamo rilasciando sostanze nocive. Ovviamente dobbiamo adattare i regimi di trattamento e gestione e lavorare per sviluppare sostanze chimiche e processi di produzione che rispettino l'ambiente ".

Suzuki non ha ottenuto un brevetto sulla tecnologia di reazione di Suzuki perché pensa che la ricerca sia stata sostenuta da fondi governativi, quindi la tecnologia di accoppiamento è diventata diffusa e molti prodotti che utilizzano questa tecnologia sono stati messi in uso pratico. Ad oggi sono presenti più di 6.000 documenti e brevetti relativi alla reazione Suzuki.